# Augustin Chenu
Augustin Pierre Bienvenu Chenu, dit Fleury Chenu, est un peintre français né le 12 mai 1833 à Briançon et mort le 9 mai 1875 à Lyon. Il est connu pour ses paysages enneigés et sa place dans l’histoire de l’art lyonnaise du XIXe siècle.

## Biographie

### Enfance
Chenu est né à Briançon d’un père maître tailleur au 6e régiment de ligne. Sa famille n'est pas d'un milieu très artistique. Il passe les premières années de son enfance dans cette ville, ce qui l’inspirera pour ses nombreuses peintures de paysages campagnards et déserts. Sa famille déménage à Lyon en 1846, il entre alors à l’École des beaux-arts de Lyon où il reçoit les leçons de dessin et de peinture du professeur Louis Guy, mais également de Michel-Philibert Genod (1796-1862) et Claude Bonnefond.

### Débuts difficiles et ascension
Ses débuts dans la peinture sont difficiles, il peint alors le plafond du casino de Lyon pour combler ses difficultés financières. Pendant cette même période, il met en pratique son talent et acquiert une maîtrise de plus en plus grande. Il peint alors plusieurs toiles représentant des scènes de chasse mais toujours sans aucune violence ni couleurs vives. Il attire l’attention du public et des connaisseurs par son jeune talent notamment avec une de ses toiles Le départ du bateau à vapeur, mais sa réputation reste pourtant limitée et lyonnaise. Il participe comme amateur aux Salons locaux à partir de 1854.
Il obtient enfin une notoriété nationale grâce à l’exposition de Paris de 1867 où son tableau Le cours des Chartreux à Lyon et aussi Le Fiacre jaune suscitent beaucoup l'intérêt du public. Il obtient une médaille en 1868. Sa renommée se concrétise par une série de peintures (Le maréchal ferrant, La visite de noces, Le coup de l’étrier, Le quai de la charité à Lyon), et deux d’entre elles sont acquises par un ministre et exposées au Musée du Luxembourg (Le billet de logement et Les trainards). Ainsi il obtient une reconnaissance auprès des amateurs d’arts ce qui lui permet d'augmenter le prix de ses œuvres et de se défaire des contraintes financières de ses débuts à Lyon. Il meurt quelque temps plus tard à l’âge de 40 ans d’une maladie du cœur alors que ses œuvres connaissent finalement un grand succès à Paris et Lyon. Il est inhumé au cimetière de Loyasse à Lyon.

## Style et influence
Augustin Chenu est principalement connu pour ses peintures représentant des scènes de chasses ainsi que des peintures centrées sur la nature sans présence humaine, comme les fameux « effets de neige » (déclinaisons de peintures de campagnes, chemins sauvages, forêts en temps de neige), qui lui ont valu le nom de « peintre de la neige ». Les hivers briançonnais sévères de son enfance l'ont marqué et cette période se retrouve dans son œuvre presque météorologique . Blanc crème chaleureux, blanc cassé, blanc doux délavé, blanc grisâtre nostalgique, ses multiples nuances de blanc donnent tout le style à ses tableaux. Il a également réalisé des panneaux (peintures sur support en bois précédant les véritables toiles) dans l’escalier de l'hôtel de l’Europe, hôtel particulier dans le deuxième arrondissement de Lyon et au Palais du commerce, ou Palais de la Bourse, de Lyon. Une grande partie de ses peintures représentent des lieux lyonnais et les alentours de la région. Il a été fortement influencé par les œuvres de Michel-Philibert Genod mais c’est dans ses tableaux paysagers qu’il dévoile sa singularité en étudiant les effets du temps et de la lumière aux différentes heures du jour et aux différentes époques de l’année. Ces séries ne sont pas sans rappeler la série des Cathédrales de Rouen de Claude Monet peinte aux différentes heures du jour.

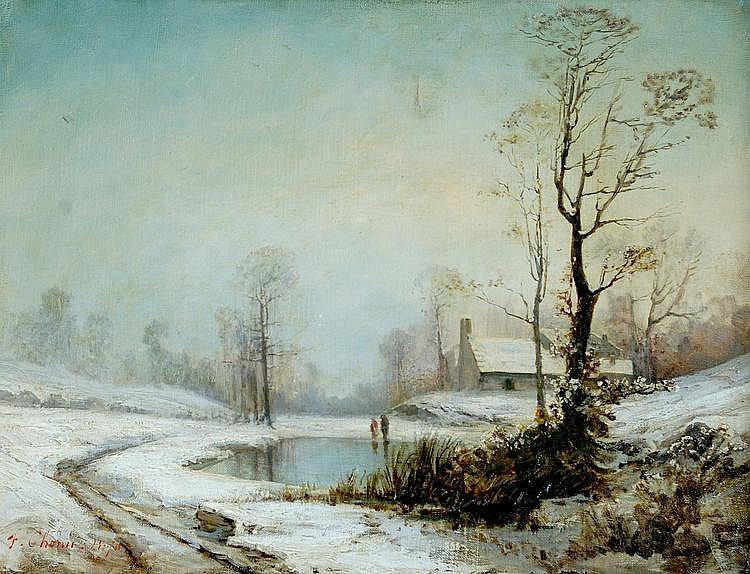
Paysage d'hiver, 1878

## Œuvres exposées aux Salons
- La Neige. Sur le quai, Salon de 1867.
- Le Coup de l'étrier, effet de neige, Salon de 1868.
- La Promenade le soir, Salon de 1868.
- La Garde, Salon de 1869.
- Les Traînards, effet de neige, Salon de 1870, huile sur toile, 170 × 152 cm, musée d'Orsay, Paris[5]
- La Visite de noce, Salon de 1872.
- La Saône, Salon de 1873.